# Clarke Griffin
Clarke Griffin es un personaje de la novela postapocalíptica estadounidense de ciencia ficción, Los 100, escrita por Kass Morgan. A partir de dicha novela, se creó también la serie televisiva, Los 100, bajo la cadena de The CW. Clarke es uno de los personajes principales en ambas (la serie de 4 libros y la serie televisiva), donde está caracterizada por la actriz, Eliza Taylor. Su primera aparición es en la primera novela de Morgan, Los 100, y más tarde, en el episodio piloto de la serie televisiva, como prisionera en una colonia espacial, siendo encarcelada por traición. Clarke perteneció al primer centenar de jóvenes delincuentes que fueron enviados de nuevo a la Tierra para averiguar si esta era habitable otra vez, después de que el apocalipsis nuclear lo imposibilitara durante un largo período (97 años).
En la tercera temporada televisiva, estrenada en 2015, Clarke se muestra como un personaje bisexual, haciéndola el primer personaje principal con esta orientación.

## Personaje

### Novelas
Clarke Griffin-Blake nació y creció en una colonia espacial, situada sobre la Tierra, bajo la tutela del Dr. David y Mary Griffin. Es un médico estudiantil que sueña con seguir los pasos de sus padres, que aprendieron del jefe del Consejo asesor médico Dr. Lahiri. Además, mantiene una relación amorosa con el hijo del canciller de la colonia, Wells Jaha. Un día, Clarke descubre que sus padres están llevando a cabo experimentos ilegales en niños, bajo amenaza del vicecanciller corrupto, Rhodes. Ella decide confiar en Wells, quién a pesar de jurar su clandestinidad, se lo dice a su padre, esperando poder salvar a los Griffin de Rhodes. Aun así, debido a la carencia de evidencia en la implicación de Rhodes, los Griffin terminan siendo arrestados y ejecutados, y Clarke, odiando y culpando a Wells, termina con su noviazgo y cualquier relación que pudiera tener con él.
Dos años más tarde, la Colonia decide enviar a cien de sus prisioneros adolescentes para investigar si la Tierra es habitable. Entre el centenar de los delincuentes están, Clarke Griffin, Wells Jaha, Octavia Blake, su hermano mayor, Bellamy Blake, y la mejor amiga de Clarke, Thalia. Después de llegar a la Tierra, Clarke y Bellamy comienzan a sentir algo y empiezan una relación.
Eventualmente, alguien incendia su campamento, lo que les lleva a descubrir que no están solos en la tierra. Así, los cien chicos capturan a una chica nacida en la tierra, Sasha Walgrove, y ella les revela que hay personas de la colonia que llegaron antes que ellos. Clarke, finalmente, conoce al padre de Sasha, Max, quién es un dirigente de una colonia subterránea, debajo de las ruinas de Operaciones de Emergencia de Tiempo de Monte Centro. Max revela que ayudó a los padres de Clarke hace dos años, dándole esperanza de que todavía estén vivos. También descubre que Wells y Bellamy son medio-hermanos por parte de su padre, ya que este último, es el hijo secreto de Jaha de una relación anterior.
Después de la llegada de la Colonia, el vicecanciller, Rhodes, intenta tomar el control sobre la comunidad que Clarke construyó con Bellamy y Wells en la tierra. Con la ayuda de Sasha; Clarke, Wells y Bellamy huyen, pero Sasha es asesinada cuándo intenta ayudar a Octavia. Más tarde, en una batalla  entre Rhodes y los terrestres, Clarke, Bellamy y Wells son capturados durante el intercambio inicial, pero sus aliados vencen y capturan a Rhodes antes de que pueda ejecutar al trío.
Durante el funeral de Sasha, Clarke se reúne con sus padres y se reconcilia con Wells, ya que sus padres están vivos, pero no retoman su relación pasada, ya que ahora está enamorada de Bellamy, con quien es mucho más feliz de lo que jamás lo fue y terminan consagrándose en matrimonio.

### Televisión
Clarke nació en el año 2131 y se crio en el Arca con Jake y Abigail Griffin. Antes de su encarcelamiento, el padre de Clarke, descubrió que la estación espacial se estaba quedando sin oxígeno, y que tan sólo les quedaba para sobrevivir unos 6 meses. A raíz de esto, decidió contárselo a Clarke y ambos planeaban hacer dicha información pública, pero Abigail informó al Canciller, con el temor de que podría asustar a la población. Así, Jake fue condenado a morir mediante un acto que consiste en poner a la persona en una habitación con una esclusa de aire y liberar el oxígeno, provocando la muerte. Clarke, actuando como cómplice, fue encarcelada por traición a la patria, ya que aún era menor de 18 años. Debido a su situación de prisionera, fue marcada como prescindible y elegida como una de las cien personas que serían enviadas a la Tierra, para comprobar el aire y ver si era habitable de nuevo.

#### Trama
La historia se contextualiza tras una guerra mundial nuclear que deja al planeta completamente inhabitable, lo que obliga al ser humano a buscar nuevas formas de vida para sobrevivir. La solución con la que dan, es la construcción de una enorme nave espacial que orbita sobre la Tierra.
Esta solución parece viable y óptima hasta que los sistemas empiezan a fallar. En dicha situación, los líderes de la humanidad, deciden organizar una expedición a la Tierra para averiguar si esta ya es habitable, pero los viajeros no serán ellos. Los candidatos para tal peligrosa hazaña, son los prisioneros menores de 18 años. Esto es así, porque en vista de que se empezaban a quedar sin suministros, en lugar de encarcelar a los delincuentes, los soltaban en el espacio a través de una esclusa de aire. Sin embargo, si el delincuente era menor de edad, se le encarcelaba hasta su mayoría de edad, tiempo en el cual volvería a ser juzgado. De esta forma, los candidatos eran todos adolescentes menores de edad. El viaje lo llevaron a cabo cien delincuentes adolescentes (de manera obligatoria), aunque no fueron notificados de su destino, hasta ya sentados en la nave.
Al mismo tiempo, Bellamy Blake, hermano mayor de una de las prisioneras, sube de forma forzosa a la nave para así poder protegerla, convirtiéndose en el único mayor de edad. Más tarde, tanto él como Clarke, serán los líderes de Los 100. 
En la primera temporada, Clarke y los demás delincuentes, son enviados a la Tierra en una nave que sufre un accidente y aterriza de forma forzosa, haciendo que esta entre en llamas, ocasionando que pierdan toda comunicación con el Arca. Tras el aterrizaje, se dan cuenta de que no están en el Centro de Operaciones de Emergencia de Mount Weather, donde estaba previsto que aterrizaría, perdiendo así, todos los suministros de comida y agua. Perdidos en la montaña equivocada, se ven obligados a aprender a cazar, montar tiendas donde vivir y curar sus heridas con los pocos suministros que consiguieron salvar tras el aterrizaje. A sí mismo, Clarke con ayuda de Finn, Octavia, Jasper y Monty van en busca de los suministros hasta que en el camino un “terrestre” ataca a Jasper y descubren que no son los únicos en la tierra. A lo largo de la temporada entre búsquedas, muertes y de más estos jóvenes se adaptan a la situación qué hay en el suelo intentando sobrevivir, todo lo van manejando bien hasta que la comandante manda a los terrestres a atacar a la “gente cielo” como les llaman ellos haciendo que Clarke los queme y así matando 300 de los mismos.
Para la segunda temporada tenemos a 48 de los 100 que enviaron a la tierra, los cuales con el cierre de la primera temporada dejaron ver que los habían atrapado “los montañeces”.

## Diferencias entre las novelas y la serie de televisión
La mayor diferencia sería que mientras el libro está dirigido a un lector adolescente, destacando la relación amorosa de Bellamy Blake y Clarke Griffin (en la cual acaban casados), que empieza ya en el primer libro, la serie televisiva, por el contrario, se centra mucho más en la supervivencia de estos, ya que, de hecho, en la serie, forjan mas una gran amistad y tienen un profundo sentido de la lealtad entre ambos, pero no se muestran en ningun momento con otras intenciones. 
En la serie de televisión, durante la quinta temporada Clarke tiene una hija adoptiva llamada Madi Griffin. También en el libro el padre de Clarke vive hasta el final, pero en la serie de televisión fue ejecutado.
En la serie de televisión, durante la sexta temporada, Clarke es capturada y "asesinada" por Russell y Simone Lightbourne. Su memoria es completamente eliminada, y es reemplazada por una inteligencia artificial que tiene la mente de Josephine Ada Lightbourne.

## Recepción
El personaje de Clarke Griffin ha recibido elogios extremadamente positivos, algunos de ellos la definen como el "corazón y dirección" de la serie. Clarke estuvo clasificada en el Buzzfeed como la número 29 "como personaje femenino malote del 2015" y tercera en Tell-Tale's 5 "Héroes de televisión que lo bordaron".
Clarke es considerada uno de los personajes bisexuales-lgbtq más icónicos de la televisión y ha sido alabada por proveer representación bisexual positiva al no incurrir en estereotipos.